# Pallarès de Dalt
Pallarès de Dalt és una masia del municipi d'Olius inclosa en l'Inventari del Patrimoni Arquitectònic de Catalunya.

## Descripció
Masia de planta rectangular i teulada a dos vessants, orientada nord-sud. Façana a la cara sud, amb porta adovellada. Conserva el portal d'entrada, d'arc de mig punt adovellat, i el mur que rodejava la casa. Planta baixa amb sòl de pedra i cobert amb volta. Resten algunes finestres amb decoració plateresca. A la façana principal, hi ha una finestra amb llinda de pedra i frontó.
Construcció: parament de carreus irregulars, en filades. Les llindes de les finestres són de pedra picada.
La masia es troba a la part nord-oest del terme, a llevant del nucli de Clarà. S'hi accedeix per carretera asfaltada des del Coll de Clarà, al km. 98,4 de la carretera C-26 (de Bassella a Solsona)(42° 1′ 0″ N, 1° 27′ 50″ E / 42.01667°N,1.46389°E). La carretera, en direcció a Clarà, careneja el serrat de l'Hostal de les Forques. Al cap d'1,2 km. (42° 0′ 26″ N, 1° 28′ 3″ E / 42.00722°N,1.46750°E) es pren el desviament que baixa a la masia: 2,6 km. en total. El destí està molt ben indicat perquè la masia és una Casa Rural. També s'hi pot anar des de la propera masia de Pallarès de Baix.

## Història
Es té notícies de la masia Pallarès de Dalt, des del segle xiv, anteriorment surt a la documentació el nom de "Pallaresos", convertit posteriorment en Pallarès de Baix i Pallarès de Dalt.